# Château de Gairaut

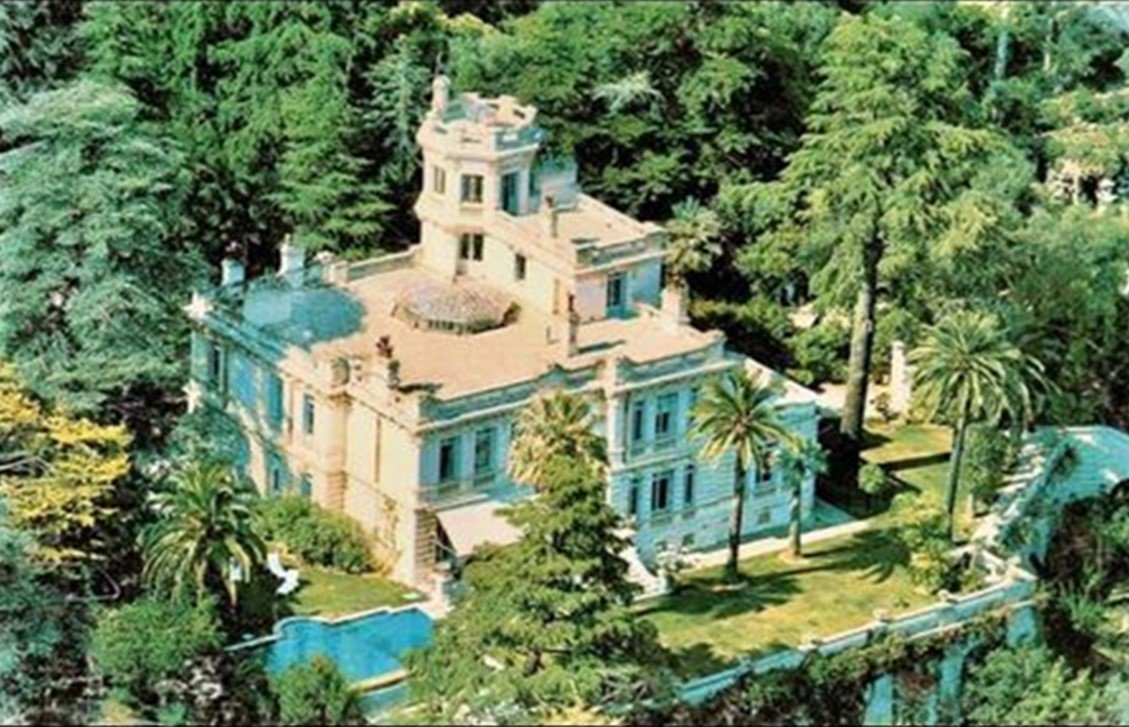
Château de Gairaut, vue aérienne

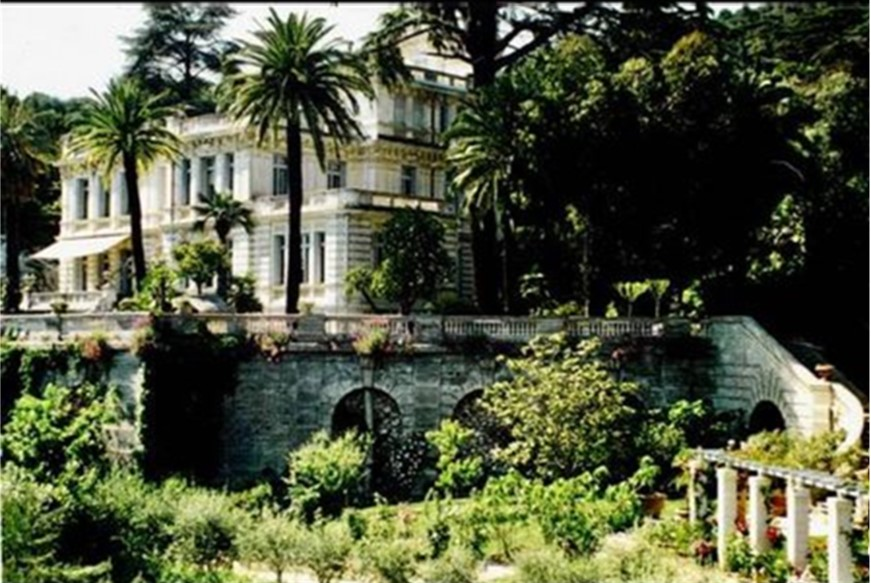
Le château vu du jardin

Le château de Gairaut est une villa-château située dans le quartier de Gairaut sur les hauteurs de Nice.

## Présentation
Il est construit entre 1900 et 1904 par le millionnaire niçois Joseph Giordan, qui a hérité d’un terrain de plusieurs hectares sur lequel s’élevait un bâtiment plus modeste édifié en 1744,.

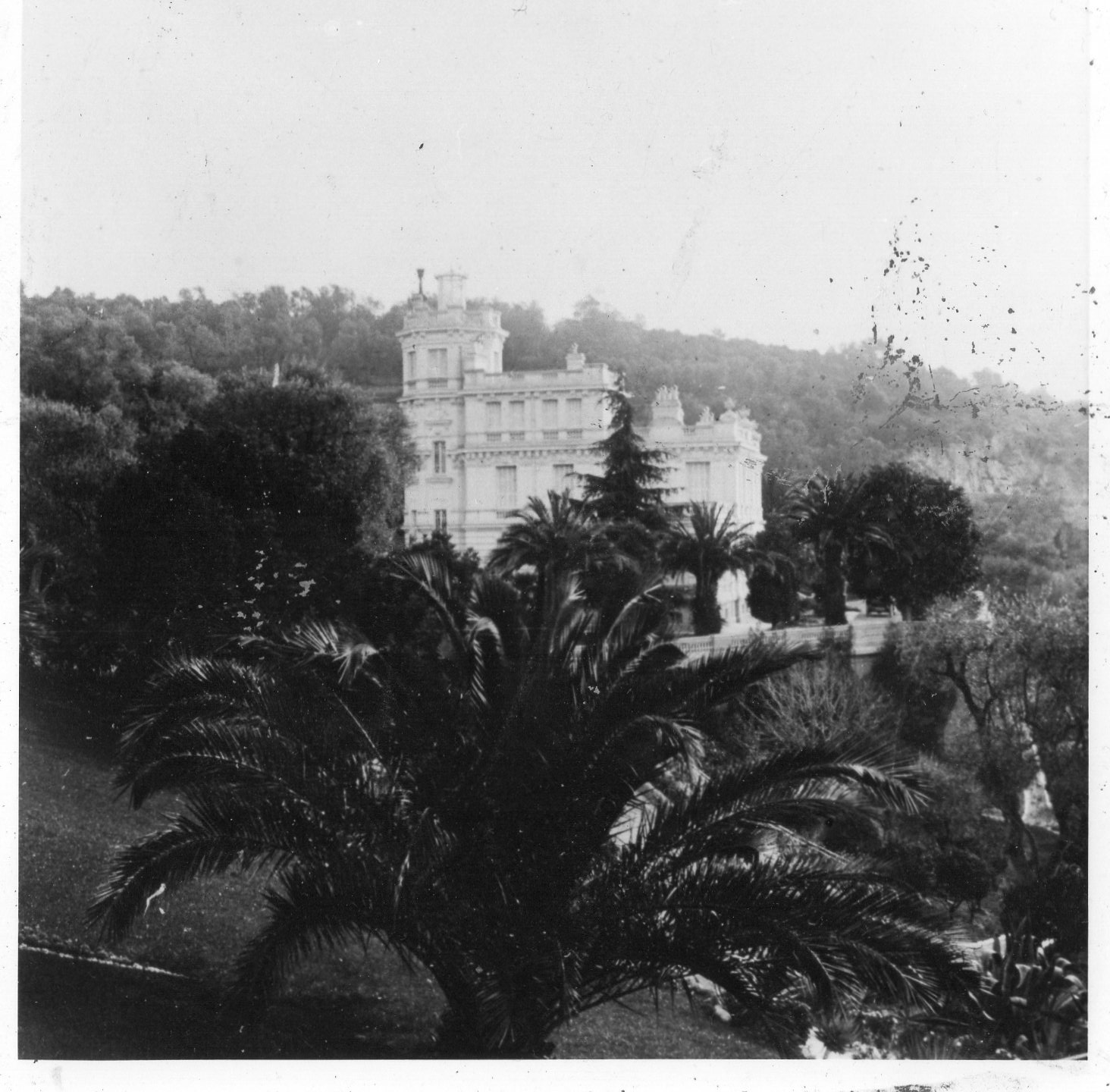
Le château de Gairaut à l'époque de J. Giordan.

Il donne consigne aux meilleurs artisans du pays : « Partout où ma femme posera les yeux, elle devra rencontrer le bonheur. »
Le château à l’architecture Belle Epoque est influencé par le style Renaissance française, avec des décors baroques et une tour octogonale à l’arrière du château. Il comprend une trentaine de pièces et l’on a depuis les terrasses une vue panoramique sur la ville de Nice et la Méditerranée. La salle à manger est habillée de lambris en acajou dont l’ensemble avait été présenté à l’exposition universelle de 1900. Le plan du château s’organise autour d’un vaste atrium couvert par une coupole-verrière. A l’étage, une galerie en fait le tour et dessert les pièces. Tous les plafonds et les murs sont peints avec des pigments naturels. Dans la salle de billard, des fresques sont attribuées à Jules Chéret, et l’une d’elles à Alfons Mucha. Un escalier intérieur, également orné de fresques, aboutit à une mini coupole de verre, vestige d’un observatoire qu’utilisait J. Giordan, passionné d’astronomie.
Après le décès de J.Giordan, le château est occupé par les Allemands qui installent une batterie de DCA sur son toit. Son fils Henri Giordan, par ailleurs propriétaire des hôtels Carlton à Lyon et l’Ermitage à Evian, se ruine à entretenir le château endommagé pendant les années de guerre.  Après une tentative auprès de Jean Médecin d’y créer un musée de la Belle Epoque, le petit-fils Joseph Jean Giordan se résout à le vendre à un marchand de biens qui lotit le domaine.
Après près de 40 ans d’abandon, en 1987, Éric Poisson, un publicitaire, rachète le château voué à la démolition. Le petit-fils Giordan dira « Mon arrière-grand-père s’est ruiné pour le construire. Mon grand-père s’est ruiné pour l’entretenir. Mon père s’est ruiné pour tenter de le faire fonctionner. Je vous félicite, cher monsieur, d’avoir pu l’acquérir ! ».
Éric Poisson se prend de passion pour la demeure, qui lui rappelle celle de sa grand-mère à Angers. Pour lui rendre hommage, il entreprend une rénovation complète respectant l’architecture, le décor et les ornementations intérieures. Si les verrières sont endommagées, si les pigeons volent dans l’atrium, par miracle, les fresques sont toutes intactes, sauf celles de l’aile gauche qui s’est effondrée. Il s’entoure des décorateurs Jacques Grange et Christian Benais. Jacques Grange repense la distribution des pièces et modernise les lieux tout en respectant leur authenticité. Les chambres sont ainsi toutes dotées de salle de bains et traitées comme des suites d’hôtel. Avec Christian Benais, ils chinent les objets anciens et créent une mise en scène afin de retrouver l’atmosphère du début du siècle. Les meubles proviennent ainsi de l’ancien hôtel d’Orsay, de la maison de Sarah Bernhardt, du marché Serpette, où ils chinent entre autres des pièces créées pour les expositions universelles. Éric Poisson remeuble ainsi la maison avec goût, y rassemblant des objets d’art dignes d’une telle demeure.
La partie du parc restée attachée au château retrouve son charme grâce à des travaux réalisés entre 1991 et 1993. Le propriétaire fait appel au paysagiste Alain Goudot pour recréer jardins, terrasses, bassins et cascades ainsi qu’une roseraie,. Une grotte et son bassin en faux rochers de l’époque de la construction sont replacés en fond de perspective, un jardin exotique est également aménagé. En 1993, le sculpteur Bernard Pagès, inspiré par les lieux, conçoit et réalise, le long de la piscine, sur la terrasse du château, une sculpture de 2,65 m de hauteur appelée la Grande Gloriette, un buissonnement de branchages en ferraille qui fait écho à une autre sculpture évoquant un branchage, située sur la colonne de l’escalier qui mène à la terrasse.
Après avoir rendu au château et à ses jardins leur splendeur d’antan, Éric Poisson le vend en 2000, avec toutes ses collections intérieures, à l'homme d'affaires russe Sergueï Pougatchev,,. Début 2012, la justice décide de saisir le château. Après plusieurs années de procédures judiciaires, le TGI de Nice déclare nulles les procédures russes contre Sergueï Pougatchev, qui conservera le château et ses autres biens en France. M. Pougatchev poursuit l'oeuvre de rénovation d'Éric Poisson pour conserver la splendeur du lieu. Il fait par exemple  appel au meilleur ouvrier de France céramiste potier pour reconstituer à l'identique des céramiques du château.  

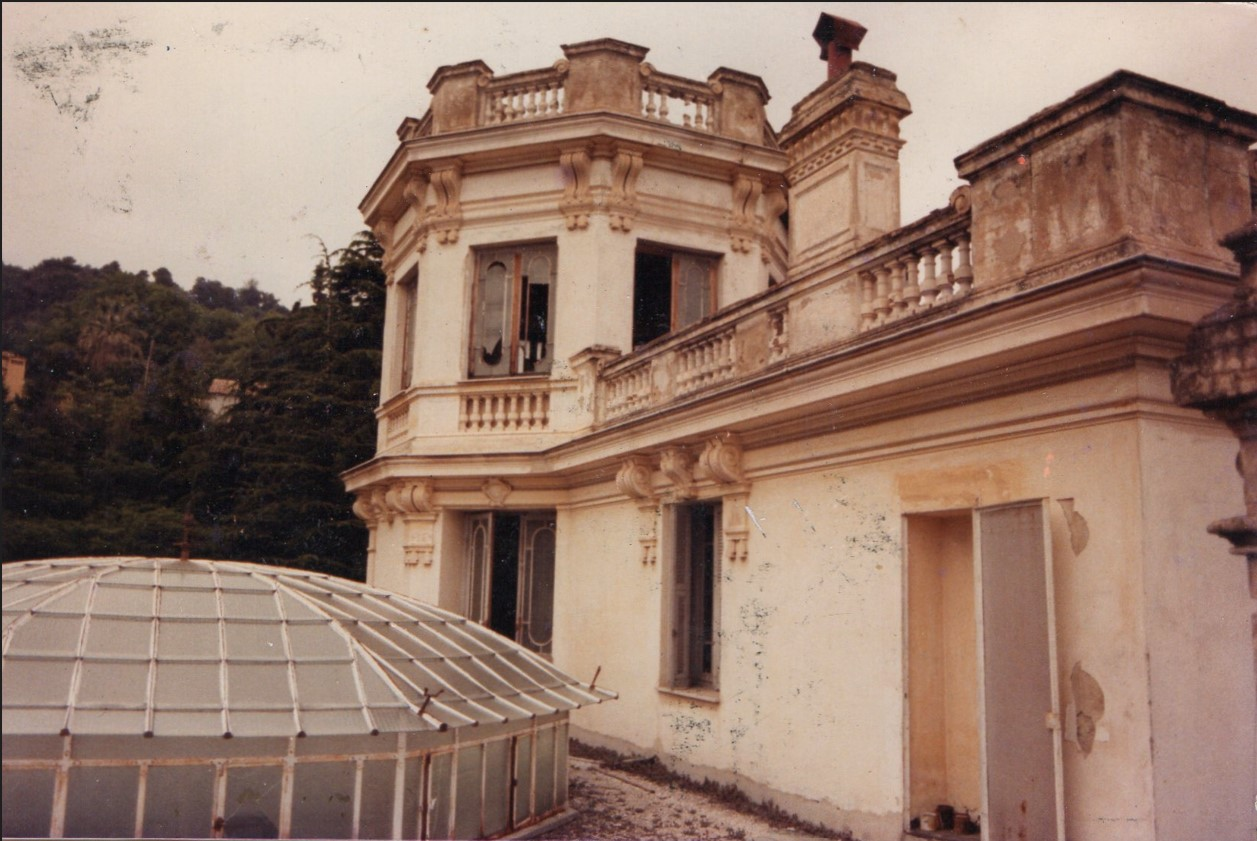
Le dôme et la tour octogonale avant rénovation.
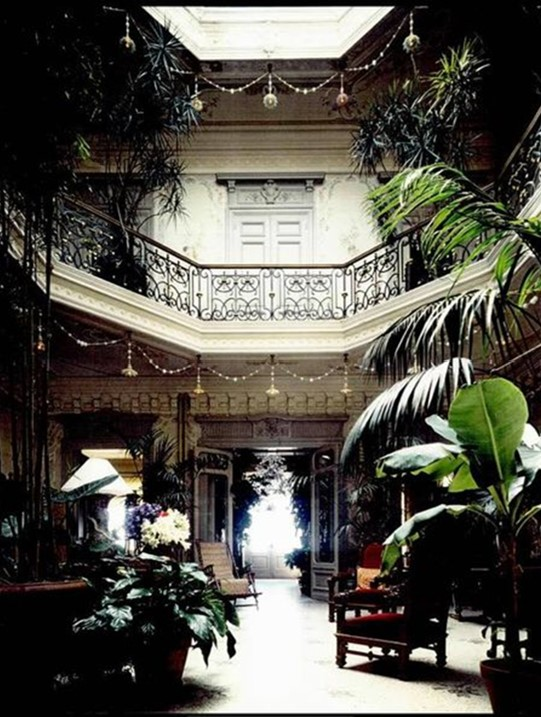
L'atrium sous le dôme.
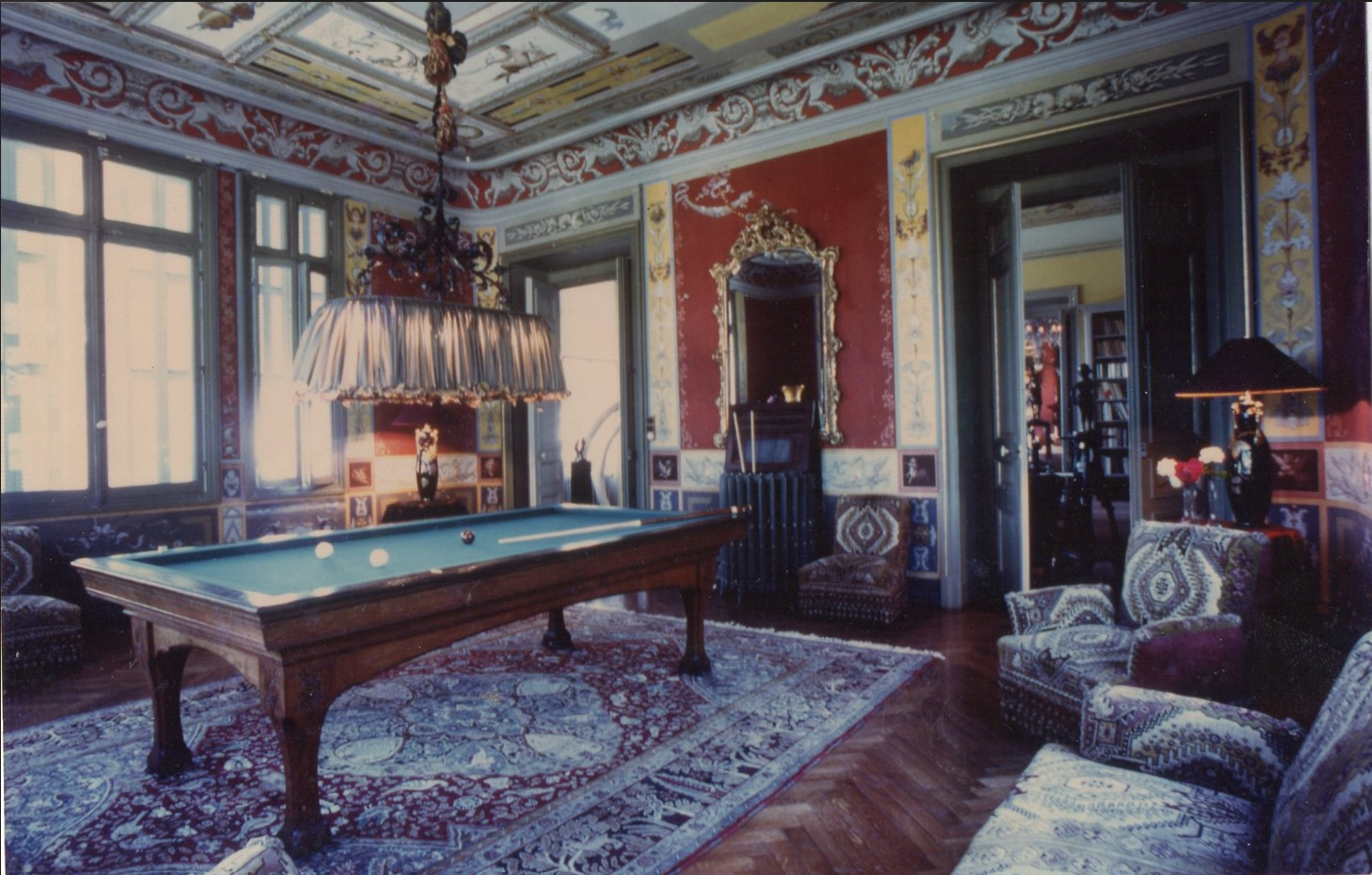
La salle de billard.
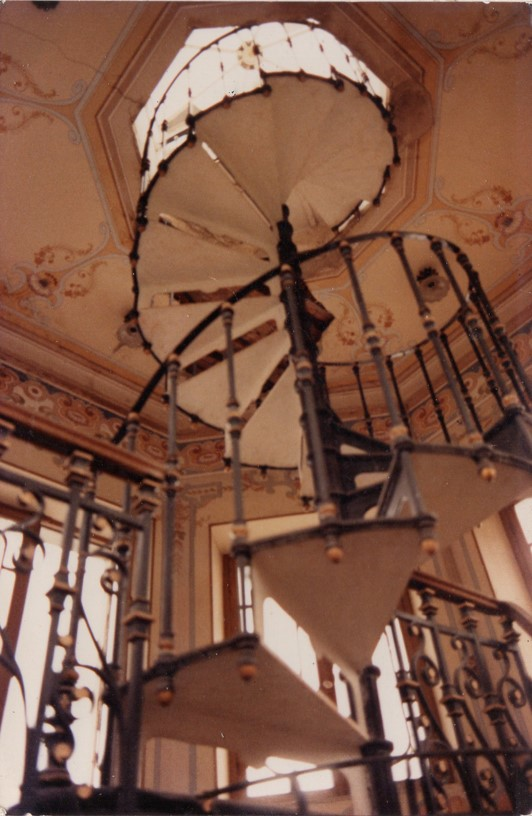
Escalier menant au mini-dôme.
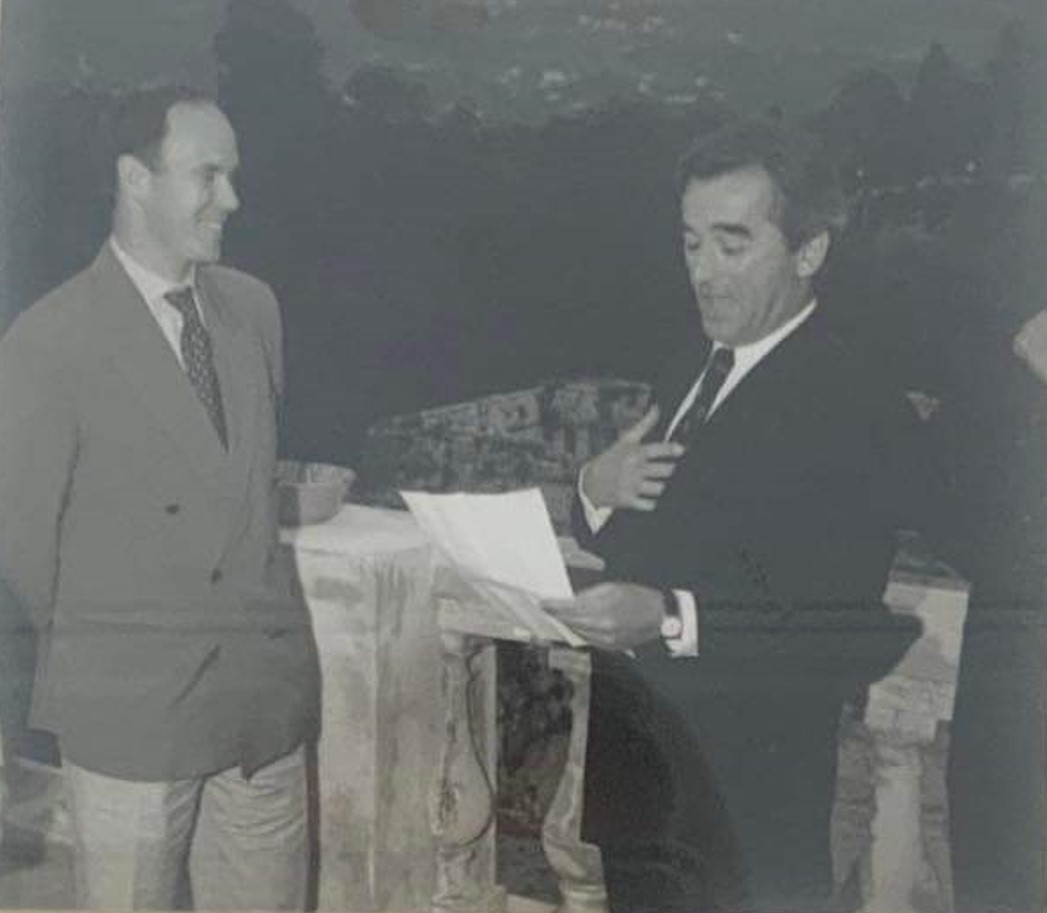
Eric Poisson recevant le Prince Albert au Château.
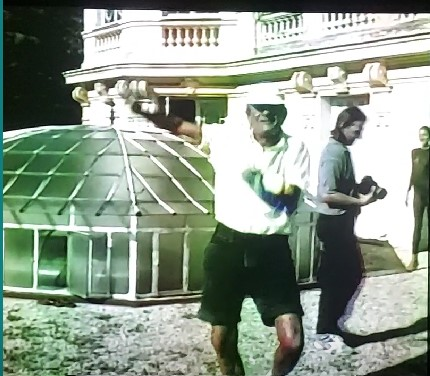
Helmut Newton devant le dôme de l'atrium lors d'un shooting avec Carla Bruni.